# Renault Type N-Type U
Le Type N, Q, R, S, T e U sono delle autovetture che costituirono la gamma Renault tra il 1903 e il 1904. In questi anni la gamma Renault si amplia notevolmente e diviene anche piuttosto complessa per l'epoca: vengono infatti proposti vari modelli contrassegnati da una lettera dell'alfabeto e nella maggior parte dei casi ognuno di essi era a sua volta suddiviso in più sottoversioni.

## Type N
Prodotta nel solo anno 1903, la Type N fu prodotta in tre versioni. Le più eleganti erano la Type N(a) e la Type N(b) erano due vetture di classe alta. Erano delle vetture a posto guida riparato solo da una capote, ma senza portiere né altro a proteggere il conducente, mentre nella zona posteriore l'abitacolo era a carrozzeria chiusa. Erano equipaggiate da un 4 cilindri da 2540 cm³ in grado di sviluppare una potenza massima di 20 CV. La terza versione era la Type N(c), di classe decisamente inferiore, era una sorta di sportiva di classe medio-bassa, realizzata sul pianale accorciato delle prime due versioni ed equipaggiata da un motore a 2 cilindri da 1270 cm³ in grado di erogare 16 CV di potenza massima.

## Type Q
Anche la Type Q fu prodotta nel 1903: si trattava di una Type N(c), ma con motore bicilindrico portato a 1885 cm³ di cilindrata.

## Type R e Type T
La Type R e la Type T furono realizzate rispettivamente nel 1903 e nel 1904 ed erano due vetturette di fascia bassa. Erano equipaggiate da un monocilindrico da 860 cm³ di cilindrata, in grado di erogare 7 CV di potenza massima.

## Type S
La Type S era una vettura d'alta gamma realizzata sullo stesso pianale delle Type N(a) e (b). Da esse si differenziava essenzialmente per il motore, un 4 cilindri da 3770 cm³. Fu prodotta anch'essa, come le Type N, nel solo 1903.

## Type U

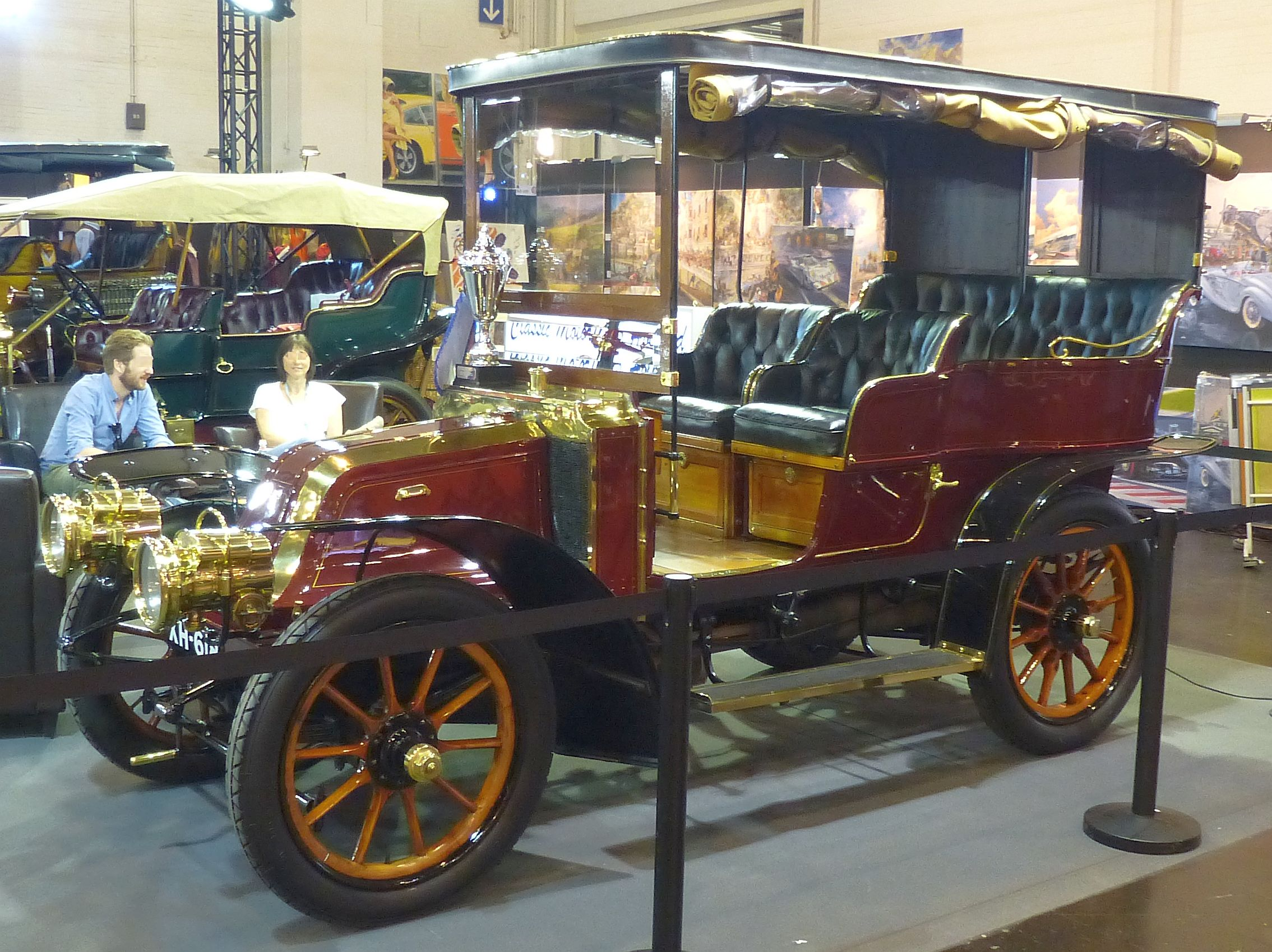
Renault Type U(b)

Prodotta nel solo 1904, la Type U era una vettura che andava a raccogliere l'eredità delle Type N e S, con le quali condivide i telai. Era disponibile in 4 versioni: la più piccola Type U(a) era equipaggiata da un bicilindrico da 1570 cm³. Le più grandi Type U(b), Type U(c) e Type U(d) erano invece equipaggiate da un 4 cilindri da 3050 cm³.